# Хоккайдо-Ирёдайгаку (станция)
Станция Хоккайдо-Ирёдайгаку (яп. 北海道医療大学駅 хоккайдо ирёдайгаку эки) — железнодорожная станция в японском посёлок Тобецу, обслуживаемая компанией JR Hokkaido. По состоянию на март 2018 года, это самая северная станция в Японии, где можно использовать Kitaca (смарт-карта)..

## История
Станция Хоккайдо-Ирёдайгаку была открыта 1 декабря 1981 года. С приватизацией JNR она перешла под контроль JR Hokkaido. Этим линия между Соэн — Хоккайдо-Ирёдайгаку была электрифицирована в 2012.

## Линии
- JR Hokkaido
  - Линия Сассё

## Планировка
Платформы 
| 1 | ■Линия Сассё | на станции Тобецу, Саппоро |
| 2 | ■Линия Сассё | на станции Тобецу, Саппоро |